# Tòa án Nhân dân Tối cao Lào
Tòa án Nhân dân Tối cao Lào (tiếng Lào: ສານປະຊາຊົນສູງສຸດ ລາວ, San Pasason Sungsud Lao) là cơ quan tối cao trong ngành tư pháp tại Lào, đồng thời là cơ quan xét xử tối cao tại Lào.

## Lịch sử

### 1975-1982
Sau khi xóa bỏ chế độ quân chủ Lào, ban đầu chưa kịp thời thiết lập tổ chức Tòa án nhân dân nên tạm thời cơ quan tiến hành tố tụng là Bộ Tư pháp do Vụ Tư pháp, Bộ Tư pháp chủ trì hướng dẫn xem xét việc tiến hành ở từng địa phương theo lệnh số 53/Thủ tướng Chính phủ ngày 15 tháng 10 năm 1976 về việc bắt, điều tra và quyết định người phạm tội có căn cứ để xét ra bản án, được chia làm 3 bước:
- Ở cấp huyện là thẩm quyền ra quyết định của huyện, khi có vụ việc thì huyện làm đơn đề nghị với chính quyền tỉnh để chỉ định thẩm quyền giải quyết của huyện, có hai thẩm phán nhân dân là bồi thẩm đoàn và chỉ định cơ quan tài phán cấp huyện làm kiểm sát viên.
- Ở cấp tỉnh, thành phố thì Sở Tư pháp tỉnh, thành phố có trách nhiệm xét xử, khi có vụ án, chính quyền tỉnh, thành phố trình Bộ trưởng Bộ Tư pháp bổ nhiệm Giám đốc Sở Tư pháp với tư cách là người đứng đầu cơ quan tư pháp và bổ nhiệm hai thẩm phán nhân dân, và bổ nhiệm viên chức công an làm kiểm sát viên.
- Ở Trung ương, Cục Thẩm phán có nhiệm vụ xét xử các vụ án ở cấp Trung ương, khi có vụ án thì Bộ trưởng Bộ Tư pháp sẽ chỉ định Tòa án xét xử vụ án.

Nói chung do ban đầu chưa có tổ chức tòa án thường trực nên khi phát sinh vụ án thì chỉ định toà án để xét xử vụ án đến khi tuyên án. Trên thực tế, hầu hết các vụ án đều là những vụ án hình sự liên quan đến tội danh phản cách mạng và những tội danh xâm phạm đến quyền lợi của nhân dân lao động. Đây được coi là một bước xuất hiện của hệ thống tòa án nhân dân.

### 1982-1989
Căn cứ vào tình hình phát triển kinh tế, xã hội, cần tăng cường quản lý nhà nước, quản lý xã hội bằng pháp quyền từng bước đơn giản và chuyên nghiệp hơn. Hội đồng nghiên cứu nghiệp vụ của Bộ Tư pháp đã có tờ trình gửi Ban Chấp hành Trung ương Đảng về công tác tổ chức Tòa án xét xử.
Đảng và Nhà nước thống nhất thành lập tòa án nhân dân vào ngày 15 tháng 8 năm 1982 theo Nghị quyết số 01/83/QH ngày 11 tháng 01 năm 1983 của Ủy ban thường vụ Hội đồng Nhân dân tối cao khóa I. Đồng thời, Oun Nuea Phimmasone được bổ nhiệm giữ chức vụ Chánh án Tòa án tối cao, ông được giao soạn thảo cơ cấu tổ chức, điều lệ Tòa án nhân dân tối cao trình Ủy ban thường vụ Hội đồng nhân dân tối cao xem xét. Ban đầu, Tòa án nhân dân tối cao được gọi là "Tòa án tối cao", sau đổi tên thành Tòa án nhân dân tối cao theo Nghị quyết số 74/NA ngày 30 tháng 12 năm 1983 của Hội đồng nhân dân tối cao.
Việc thành lập Tòa án nhân dân tối cao được tách từ Vụ Tư pháp thuộc Bộ Tư pháp để hình thành Tòa án nhân dân tối cao, dẫn đến tổ chức Tòa án Trung ương, tiền thân là Vụ Tư pháp trực thuộc Tòa án Nhân dân Tối cao. Ở cấp địa phương, các toà án nhân dân được thành lập trực thuộc sở tư pháp tỉnh, thành phố trực thuộc trung ương và huyện, tất cả đều thuộc thẩm quyền của Bộ Tư pháp. Nhiệm vụ chính của toà án nhân dân lúc bấy giờ là xét xử công bằng và bảo vệ thành quả của cách mạng, bảo vệ quyền và lợi ích hợp pháp của nhà nước và nhân dân các dân tộc Lào.
Bước đầu, tổ chức và hoạt động của tòa án nhân dân gặp nhiều khó khăn, thách thức, phải thử thách nhiều mặt như: nhân viên chưa có nơi làm việc chỉ công tác trong 1/3 tòa nhà của Bộ Tư pháp làm việc, không đủ nhân viên, thiếu phương tiện, trang thiết bị, ngân sách ứng phó, chưa có luật làm cơ sở và một số binh lính, hành chính, cảnh sát và công chức thuộc chế độ quân chủ vẫn có tư tưởng chống đối,...
Mặc dù còn nhiều khó khăn nhưng do chủ trương đúng đắn, thận trọng của Đảng, được sự chỉ đạo sâu sát của lãnh đạo nhà nước, Ban cán sự đảng Tòa án nhân dân tối cao quan tâm giáo dục chính trị - tư tưởng cho đội ngũ cán bộ Tòa án nhân dân ngày càng nâng cao trách nhiệm, tinh thần đoàn kết, nêu cao tinh thần yêu nước, yêu dân chủ nhân dân, giúp cho tòa án nhân dân vượt qua khó khăn, tích cực vận động góp phần thực hiện hai chiến lược giải quyết xung đột, các hành vi vi phạm pháp luật và các vấn đề nảy sinh đã được giải quyết và giảm dần, đem lại sự bình yên cơ bản trong xã hội.

### 1989-2003
Năm 1986, Đảng và Chính phủ áp dụng chính sách thay đổi toàn diện, đưa kinh tế - xã hội đất nước phát triển nhanh chóng, những vướng mắc, mâu thuẫn xã hội ngày càng gay gắt. Vì vậy, hệ thống tòa án nhân dân cần được hoàn thiện.
Ngày 23 tháng 12 năm 1989, Luật đầu tiên về Tòa án nhân dân được thông qua tại Kỳ họp thứ hai của Quốc hội khóa II và chính thức được ban hành bằng Nghị định số 06/PCT ngày 09 tháng 01 năm 1990 của Chủ tịch nước. Thiết lập tổ chức đồng thời Tòa án nhân dân tối cao, Tòa án nhân dân cấp tỉnh, Thành phố, Tòa án nhân dân cấp huyện, Tòa án quân sự; là cơ quan xét xử của Nhà nước. Từ đó các tòa án đã được thành lập một cách rõ ràng, đặc biệt là ở cấp địa phương. Tuy nhiên, việc tổ chức và điều hành tòa án nhân dân lúc đó thuộc về Bộ Tư pháp, với Chánh án tòa án nhân dân địa phương làm Phó giám đốc sở tư pháp tỉnh, thành phố, huyện.
Căn cứ vào vai trò, quyền hạn và nhiệm vụ được quy định trong Hiến pháp và Pháp luật, cụ thể là Điều 2 Luật Tòa án nhân dân quy định “Ở nước Cộng hòa dân chủ nhân dân Lào, chỉ có các Tòa án mới có thẩm quyền xét xử trên cơ sở tôn trọng pháp luật". Chặt chẽ phân chia thẩm quyền xét xử của toà án nhân dân các cấp:
- Tòa án nhân dân cấp huyện có thẩm quyền xét xử sơ thẩm: vụ án dân sự có giá trị không quá năm triệu kíp và không phụ thuộc vào thẩm quyền của Tòa án khác, tội phạm hình sự có mức án tối đa là hai năm tù và không thuộc thẩm quyền của tòa án khác;
- Tòa án cấp tỉnh, thành phố, đặc khu có thẩm quyền xét xử các vụ án dân sự và không dân sự. Thẩm quyền của Tòa án nhân dân cấp huyện và các Tòa án khác, nhằm kiểm tra các vụ án đã được Tòa án nhân dân cấp huyện xét xử, trên cơ sở phản đối của Kiểm sát viên;
- Tòa án nhân dân tối cao xem xét, quyết định những vụ án khó, phức tạp, đặc biệt quan trọng và coi đó là những vụ án đã được Tòa án nhân dân tỉnh, theo yêu cầu của Kiểm sát viên.

Để hoàn thành tốt các nhiệm vụ đó, sự quan tâm chỉ đạo của lãnh đạo Tòa án nhân dân các cấp đối với các hoạt động của Tòa án nhằm đảm bảo cho việc thực thi nhiệm vụ được toàn diện, bảo đảm công tác tư pháp bằng việc tập trung giải quyết các vụ án ở từng cấp được công bằng, tránh lợi dụng kẽ hở của pháp luật, lợi dụng nhà nước trong xã hội; Đồng thời, cơ chế tố tụng cần được xây dựng phù hợp với sự phát triển kinh tế - xã hội.

### 2003-2009
Trong bối cảnh tình hình phát triển kinh tế - xã hội của Lào ngày càng phát triển nhanh chóng, mâu thuẫn xã hội ngày càng nhiều và phức tạp, đòi hỏi phải có cơ quan tố tụng hoàn thiện hơn, dễ dàng hơn.
Năm 2003, hệ thống tòa án nhân dân đã được cải tiến bằng việc thành lập ba tòa phúc thẩm và chuyển các tòa án nhân dân địa phương từ thẩm quyền của Bộ Tư pháp sang thẩm quyền của Tòa án nhân dân tối cao. Làm cho hệ thống tổ chức của tòa án nhân dân thời kỳ này gồm có Tòa án nhân dân tối cao; Tòa phúc thẩm; Tòa án nhân dân tỉnh, thành phố trực thuộc trung ương; Tòa án cấp quận, huyện, thành phố, thị xã.
Bên cạnh việc hoàn thiện hệ thống tổ chức, cơ chế tố tụng cũng được cải tiến để xử lý gọn nhẹ, đi sâu vào từng vấn đề một cách chính xác và công bằng bằng cách tách Tòa án thành 5 tòa án: Tòa hình sự, Tòa dân sự, Tòa thương mại, Tòa án Gia đình và Tòa án Vị thành niên.

### 2009-nay
Cùng với sự phát triển của hệ thống toà án, sự phát triển kinh tế - xã hội của Lào phát triển nhanh chóng vào năm 2009, Chính phủ Lào đã nghiên cứu và đưa ra chiến lược xây dựng pháp luật. Vì vậy, Tòa án nhân dân đã rà soát lại vai trò, quyền hạn, trách nhiệm và hệ thống tổ chức để đưa hoạt động phù hợp với sự phát triển kinh tế - xã hội của Lào và hội nhập quốc tế, khu vực.
Ban cán sự đảng Tòa án nhân dân tối cao đã đề ra việc hoàn thiện và phát triển hệ thống tòa án nhân dân; Ủy ban Thường vụ Quốc hội cũng đã ban hành Nghị quyết số 113/QH ngày 28/5/2009 về việc hợp nhất Tòa án nhân dân khu vực và cấp huyện thành Tòa án nhân dân khu vực (thành phố thuộc tỉnh, thị xã) và tăng thẩm quyền xét xử vụ án của Tòa án nhân dân cấp huyện, Nghị quyết số 179/QH ngày 05/10/2009 về việc đổi tên Tòa phúc thẩm thành Tòa án nhân dân cấp cao (còn được gọi là tòa án nhân dân miền) và sửa đổi luật về tổ chức và hoạt động của Tòa án như Luật Tòa án nhân dân đã được sửa đổi và thông qua ngày 26 tháng 11 năm 2009. Điều 2 quy định "Tòa án nhân dân là cơ quan tư pháp quyết định vụ án". Bằng cách phân chia thẩm quyền của vụ việc:
- Các vụ án dân sự, gia đình có tranh chấp trị giá từ 300 triệu Kíp trở xuống và vụ án hình sự có mức án tối đa 3 năm là đặc quyền của Tòa án nhân dân cấp khu vực.
- Các vụ án dân sự và gia đình có tranh chấp trên 300 triệu Kíp, các vụ án thương mại và vụ án người chưa thành niên, cũng như các vụ án hình sự có mức án tối đa trên 3 năm được đưa ra xét xử tại các Tòa án cấp tỉnh, thành phố và người chưa thành niên; Những vụ án đã được Tòa án cấp sơ thẩm (khu vực) quyết định mà đương sự kháng cáo thì được coi là phúc thẩm tại Tòa án nhân dân tỉnh, thành phố (thuộc trung ương).
- Các vụ án dân sự, thương mại, gia đình, vị thành niên, hình sự do Tòa án cấp tỉnh, thành phố quyết định mà đương sự kháng cáo và những vụ án mà Tòa án cấp tỉnh, thành phố đã xét xử phúc thẩm nhưng đương sự kháng cáo thì đưa ra Tòa án cấp cao.
- Các vụ án đã được Tòa án nhân dân xét xử phúc thẩm mà đương sự không hài lòng yêu cầu hủy án thì Tòa án nhân dân tối cao sẽ xem xét ra quyết định cuối cùng tại Tòa án nhân dân tối cao.

Hiện tại của toà án nhân dân ở Lào gồm: 01 Tòa án nhân dân tối cao, 03 Tòa án nhân dân cấp cao (miền), 17 Tòa án nhân dân tỉnh, thành phố trực thuộc trung ương và 39 Tòa án nhân dân khu vực, 01 Tòa án quân sự cấp cao, 03 Tòa án quân sự khu vực. Tòa án Nhân dân Tối cao là cơ quan quản lý toàn diện các toà án nhân dân cấp dưới.

## Vai trò
Tòa án Nhân dân Tối cao có vai trò xét xử các vụ án, quản lý tổ chức các tòa án nhân dân và giám sát công việc hành chính các tòa án địa phương và các tòa án quân sự do luật.
Tòa án Nhân dân Tối cao thẩm tra các bản án, quyết định của các Tòa án nhân dân và Tòa án quân sự.

## Tổ chức
Tòa án Nhân dân Tối cao gồm:
- Chánh án;
- Các phó chánh án;
- Các thẩm phán;
- Hội đồng thẩm phán;
- Các tòa án thẩm;
- Các phòng ban hành chính.

## Quyền hạn và nhiệm vụ
Tòa án Nhân dân Tối cao có quyền hạn và nhiệm vụ sau:
- Xem xét cấp xoá bỏ đối với pháp luật vụ án mà Tòa án nhân dân cấp cao xem xét đó chỉ là cấp phục thẩm mà bị xoá bỏ do hai bên đương sự hoặc đề nghị phản đối do viện kiểm sát nhân dân và viện kiểm sát quân đội;
- Xem xét hồi sinh lệnh, thẩm phán của Tòa án;
- Phổ biến về nội quy Tòa án, giải thích nội dung của pháp luật trong khu vực mà mình chịu trách nhiệm cho Tòa án nhân dân địa phương và Tòa án quân sự;
- Giới thiệu và kiểm tra tính đúng đắn chính xác và sự thống nhất về pháp luật trong việc xét xự vụ án của Tòa án nhân dân địa phương và quân sự;
- Nghiên cứu thẩm quyền của Tòa án trong toàn quốc;
- Xây dựng và tuyên truyền nghị quyết của hội đồng thẩm phán để Tòa án nhân dân các cấp và Tòa án quân sự hiểu và tổ chức thực hiện một cách chính xác;
- Chỉ đạo việc nghiên cứu và giới thiệu cơ cấu pháp luật kỷ luật khác và đề nghị diễn giải pháp luật cho Ủy ban Thường trực Quốc hội xem xét;
- Chỉ đạo và quàn lý Tòa án nhân dân cấp cao, Tòa án nhân dân tỉnh, thành phố, Tòa án vị thành niên và Tòa án nhân dân khu vực tổ chức, quản lý
- Thực hiện các biện pháp cần thiết đối với vấn đề tổ chức cải tạo và hành chính toà án;
- Chỉ đạo việc bổ nhiệm thẩm phán, thư ký Tòa án và thành viên của Tòa án;
- Kiểm soát tổ chức thực hiện các công việc của Tòa án, nghiên cứu và kết luận việc thực hiện của Tòa án, tổ chức việc thống kê và các công việc khác của Tòa án;
- Liên hệ và hợp tác với nước ngoài về việc tư pháp và pháp luật;
- Kết luận, báo cáo việc hoạt động và việc thực hiện nhiệm vụ của mình với Quốc hội thường xuyên;
- Thực hiện quyền và nhiệm vụ khác theo quy định của pháp luật.